# Норбулинка
Об институте за сохранение тибетской культуры см. Институт Норбулинка.
Норбулинка (тиб. ནོར་བུ་གླིང་ཀ་, Вайли Nor-bu-gling-ka; буквально: «Драгоценный Парк») — дворец и парк в Лхасе, Тибет, основанный в 1754 году. Являлся летней резиденцией Далай-лам с 1780 по 1959 год, когда Далай-лама XIV вынужденно покинул Тибет. В 2001 году включён в «исторический ансамбль дворца Потала» и является объектом Всемирного наследия ЮНЕСКО. Дворец Норбулинка был построен Далай-ламой VII и служил как административный и религиозный центр.
Дворец Норбулинка расположен в западной части Лхасы, на юго-запад от дворца Потала. Норбулинка занимает площадь в 36 акров и считается самым большим искусственным парком Тибета.
Летом и осенью парки в Тибете, в том числе Норбулинка, становятся центрами развлечений с танцами, пением, музыкой и торжествами. В Норбулинке проводится ежегодный Праздник йогурта.
Во время вторжения в Тибет в 1950 году ряд зданий дворцового комплекса был повреждён. Работы по реконструкции зданий и восстановлению садов и озёр были инициированы правительством КНР в 2003 году.